# Абдуллаева, Хаят Гамдулла кызы
Хаят Гамдулла кызы Абдуллаева (азерб. Həyat Həmdulla qızı Abdullayeva; 14 октября 1912, Дербент, Дагестанская область — 21 апреля 2006, Баку) — азербайджанский скульптор, Заслуженный деятель искусств Азербайджанской ССР (1964).

## Биография
Родилась 14 октября 1912 года в городе Дербент. Была дочерью известного рыбопромышленника Гамдуллы Абдуллаева. После расстрела отца в 1930 году была выслана вместе с матерью в Казахстан.
В 1942 году поступила в эвакуированный из Ленинграда Институт живописи, скульптуры и архитектуры имени Репина, находившийся в Самарканде. В те годы она создала скульптуры «Туту ханым» и «Гасан бек Зардаби». Стала первой азербайджанской женщиной в области станковой скульптуры. После завершения учёбы приехала в Баку, где была преподавателем в Художественном училище имени Азима Азимзаде. Познавала секреты искусства в мастерской П. Сабсая.

## Творчество
Х. Абдуллаева работала в области декоративной и станковой скульптуры. В малой пластике Абдуллаевой превалировала лирическая тема. Если в таких композициях, как «Материнство» и «Колыбельная» скульптор воспевает материнскую любовь, то свою двухфигурную скульптуру посвящает влюблённым. Поэтические образы парня и девушки из дерева, которые созерцают мир любви, мечты, желаний, передают ощущение нежности.
Среди известных произведений автора можно отметить скульптуру «Хаджар» (1959), красочные декоративные фигуры, отражающие персонажи из поэмы Низами «Семь красавиц» (1959). Иногда эту композицию, представленную фарфоровыми фигурками, называют «Семь красавиц и Бахрам шах». Несмотря на разнохарактерные образы девушек, которые отличаются движениями, одеждой, автору удалось создать цельную композицию. Художественные образы известного на Востоке поэта Низами Гянджеви в исполнении Абдуллаевой получили новую и оригинальную трактовку. Тема, к которой обратился автор, сама по себе вынуждает скульптора подчеркнуть красочность и экзотику данного образа. Вместе с тем профессиональное чутьё, знание технологических качеств фарфора, исходящих от природы и фактурных возможностей материала, дали толчок к зарождению этой декоративной композиции. Фигуры привлекают не только своей пластикой, но и логической законченностью с точки зрения выражений типичных элементов.
50-е годы прошлого столетия для Хаят Абдуллаевой были плодотворными в области малого пластического жанра. Шаржевый образ Мешеди Ибада и тётушки из оперетты «Аршин мал алан» раскрыли декоративный талант скульптора и выявили умение выражать образное сложение изображаемого лица. Типажи из «Семи красавиц», «Талыш гызы», «Девушка, плетущая корзину», «Женщина с ребёнком» и другие малообъёмные фарфоровые и керамические фигуры – первые примеры автора, определяющие творческую перспективность, а керамические работы «Семь красавиц» и «Женщина с ребёнком» говорят о широте творческих возможностей Хаят Абдуллаевой. Такие работы, как «Колыбельная», «Молодость», «Хаджар» (ореховое дерево), своим лиризмом не уступают вышеназванным произведениям. Профессионализм, господствующий в этих скульптурах, находит отражение и в последующих её работах, среди которых следует отметить скульптуру «Без тебя» – девушка в плаще с поднятым воротником и руками в карманах передаёт грустное настроение. Другая скульптура мастера, посвящённая врачу-партизанке Алие Рустамовой, в годы Великой Отечественной войны сражавшейся в лесах Смоленска, передаёт задумчивый образ героини. Другая скульптура Хаят Абдуллаевой, которая называется «Игра», интересна с композиционной точки зрения. Скульптура девушки за шахматной доской очень интересна. Длинная пластичная шея и недоработанные руки придают работе особое очарование. Вместе с тем, основной целью для скульптора является передача внутреннего мира героини, для которой игра в шахматы превратились в мысль о жизненной игре.
Работы Хаят Абдуллаевой отличаются пластическим мышлением, сдержанной мимикой образов, точным выраженным воплощением характерных свойств, ясностью общего силуэта. Хаят Абдуллаева оставалась верна своим творческим принципам и была в поисках новых достижений в сфере создания глубоких образов с точки зрения обобщённой пластики. Перед
созданием работы скульптор изучала весь возможный материал, архивные данные, мемуары, посвящённые своему герою, в результате чего с первых же эскизов добивалась успешных
результатов.

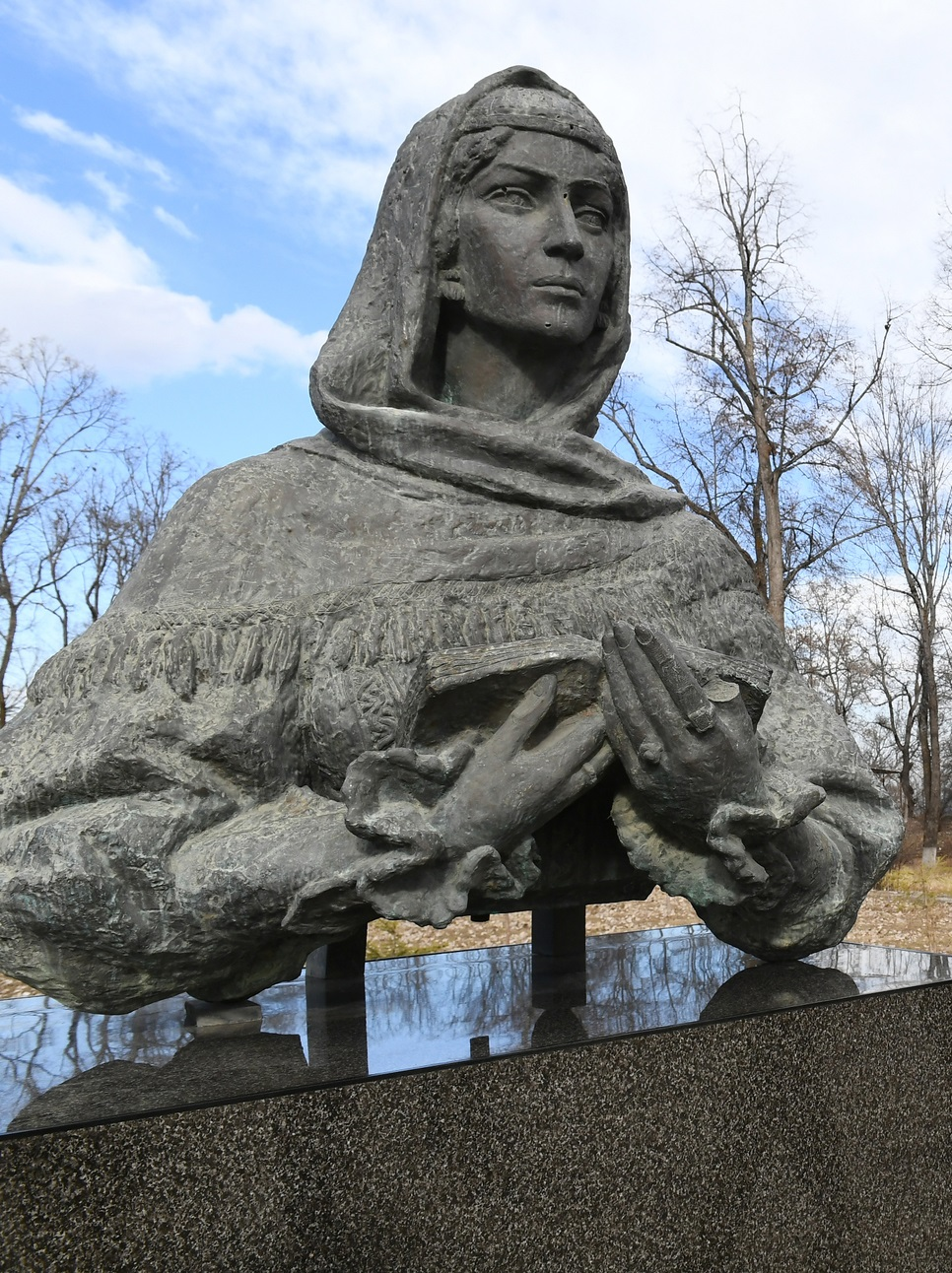
Бюст Хуршидбану Натаван в Шуше работы Хаят Абдуллаевой

За годы творческой деятельности Х. Абдуллаева также создала ряд крупных произведений, в том числе скульптуру Максима Горького, установленную на фронтоне Национальной библиотеки имени М.Ф.Ахундова, бронзовые скульптуры известного актера Гусейнгулу Сарабского, государственного деятеля и поэта Шаха Исмаила Хатаи, памятники-бюсты Хуршидбану Натаван и поэту Вагифу в городе Шуша. Бронзовый бюст Натаван в Шуше был установлен в 1982 году в рамках «Дней поэзии Вагифа». После занятия Шуши армянами в мае 1992 года этот бюст Натаван, наряду с бюстами Узеира Гаджибекова и Бюль-Бюля был демонтирован и вывезен в Грузию на металлолом, где был выкуплен азербайджанскими властями. До 2021 года бюст со следами пуль и отбитым большим пальцем находился в экспозиции под открытым небом Музея искусств в Баку. 14 января 2021 года бюст был снова установлен в Шуше.
В 1964 году удостоена звания заслуженного деятеля искусств Азербайджанской ССР.
В 2002 году удостоена Персональной стипендии Президента Азербайджанской Республики.
Скончалась 21 апреля 2006 года в Баку.

## Наследие
В 2014 году в Центре кино имени Низами в Баку состоялась премьера документального фильма азербайджанского режиссёра Явера Рзаева «Свет моих глаз и удивительная жизнь скульптора», посвящённого 100-летию Х. Абдуллаевой.